# Cantón de La Rochelle-8
El cantón de La Rochelle-8 era una división administrativa francesa, que estaba situada en el departamento de Charente Marítimo y la región de Poitou-Charentes.

## Composición
El cantón estaba formado por dos comunas, más una fracción de la comuna que le daba su nombre:
- Dompierre-sur-Mer
- La Rochelle (fracción)
- Périgny

## Supresión del cantón de La Rochelle-8
En aplicación del Decreto nº 2014-269 de 27 de febrero de 2014, el cantón de La Rochelle-8 fue suprimido el 22 de marzo de 2015 y sus 3 comunas pasaron a formar parte; dos del nuevo cantón de Aytré y la fracción de la comuna que le daba su nombre se unió con las demás para que, por medio de una reestructuración cantonal, fueran creados los nuevos cantones de La Rochelle-1, La Rochelle-2 y La Rochelle-3.